# A. J. 버넷

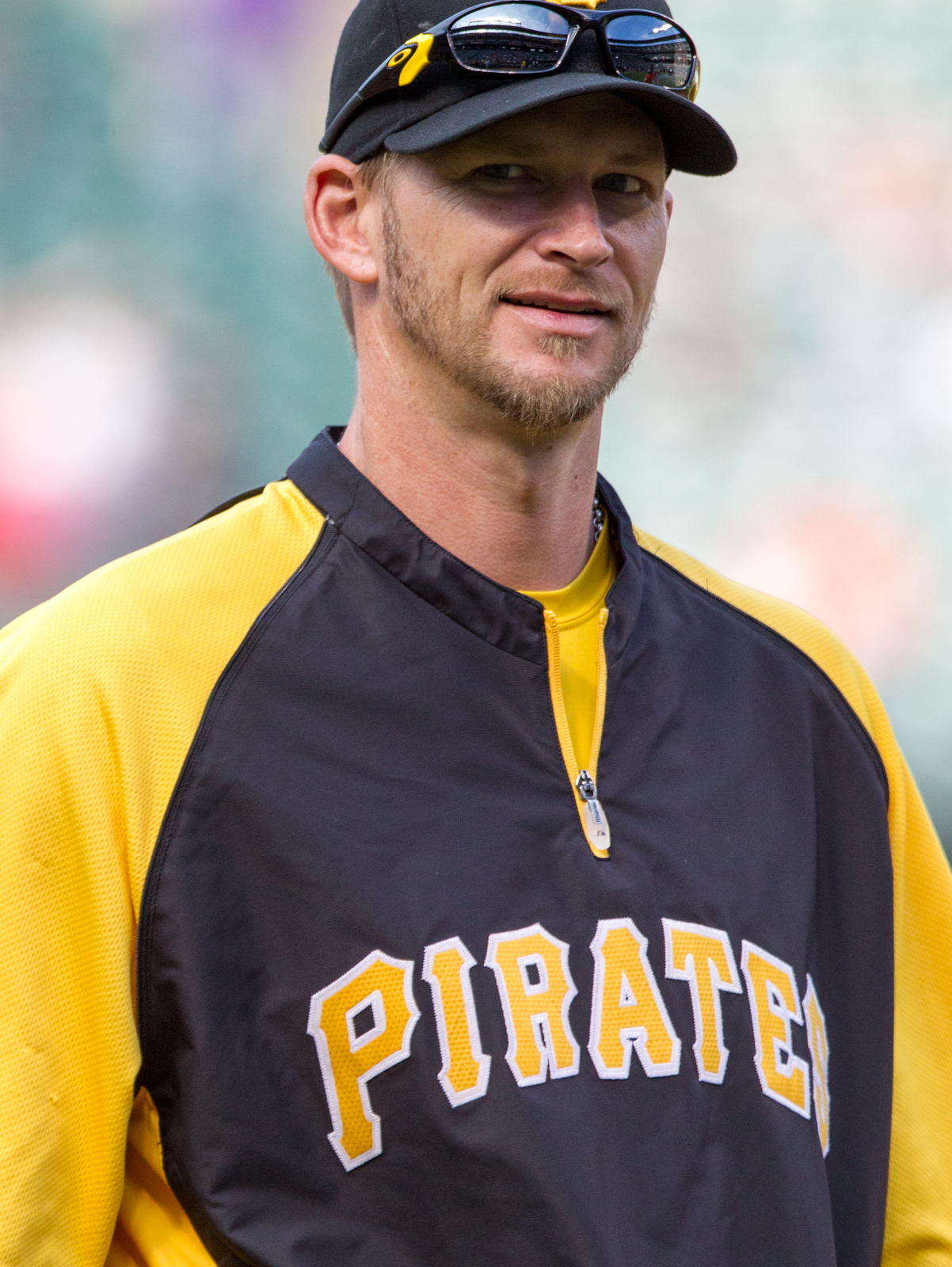
2012년 모습

A. J. 버넷(A. J. Burnett, 본명: 앨런 제임스 버넷, Allan James Burnett, 1977년 1월 3일 ~ )은 미국의 전직 프로 야구 선발투수로, 메이저리그 베이스볼(MLB)에서 플로리다 말린스, 토론토 블루제이스, 뉴욕 양키스, 피츠버그 파이리츠, 필라델피아 필리스에서 17개 시즌 동안 활약했다.
뉴욕 메츠는 아칸소주 노스리틀록에 있는 센트럴 아칸소 크리스천 스쿨(Central Arkansas Christian School)에서 1995년 MLB 드래프트 8라운드에서 버넷을 드래프트했으며, 그곳에서 그는 팀을 연속적인 주 챔피언십으로 이끄는 데 도움을 주었다. 메츠는 그를 말린스로 트레이드했고, 버넷은 1999년에 MLB 데뷔를 했다. 그는 2006년 시즌 이전에 FA로 블루제이스와 계약했고, 2009시즌 이전에는 양키스와 계약했다. 양키스는 2012년 시즌이 시작되기 전에 버넷을 파이어리츠로 트레이드했다. 피츠버그에서 2년을 보낸 후 그는 필리스와 계약하여 한 시즌을 뛰었고 마지막 시즌을 위해 파이리츠에 다시 합류했다.
버넷은 2001년 볼넷 9개에도 불구하고 완봉승을 거두며 무안타를 기록했다. 그는 2002년 내셔널 리그(NL)의 완봉승을 이끌었고, 2008년에는 아메리칸 리그(AL)의 삼진을 이끌었다. 버넷은 2009년 월드 시리즈 챔피언 양키스의 멤버였다. 2015년 MLB 올스타 게임의 NL 명단에 선정되었다.